# ムラデン・バシチ
ムラデン・バシチ（Mladen Bašić, 1917年8月1日 ザグレブ- 2012年11月21日ザグレブ）はクロアチアの指揮者。

## 経歴
オーストリア＝ハンガリー帝国領ザグレブに生まれる。ザグレブ音楽院でピアノ、指揮、作曲を学び、1937年からピアニストとして演奏活動を始めた。
1939年からザグレブの国立歌劇場の指揮者陣に加わり、クレシミル・バラノヴィッチやロヴロ・フォン・マタチッチの助手として指揮者としての研鑽を積んだ。1945年には同歌劇場の芸術監督に昇格し、1960年にはザルツブルク・モーツァルテウム管弦楽団の首席指揮者に転出して1968年まで務めた。
1968年から翌年までフランクフルト歌劇場の楽長を務めた後、ユーゴスラヴィアに赴き、1970年までスプリト国立歌劇場の芸術監督、1970年から1976年までザグレブ・フィルハーモニー管弦楽団の常任指揮者を歴任した。1978年から1990年までマインツ州立フィルハーモニー管弦楽団の音楽監督を務めた。1998年からザグレブに戻り、2006年にはクロアチア学術音楽家協会からロヴロ・フォン・マタチッチ賞を贈られている。
2012年にザグレブにて没。

## 註
1. ↑  HMV

| スタブアイコン | サブスタブ | この項目は、まだ閲覧者の調べものの参照としては役立たない、人物に関連した書きかけの項目です。この項目を加筆・訂正などしてくださる協力者を求めています（P:人物伝/PJ:人物伝）。 |